# Chotipat Poomkeaw
Chotipat Poomkeaw (thailändisch โชติภัทร พุ่มแก้ว, * 28. Mai 1998 in Nakhon Sawan), auch als Job (thailändisch จ๊อบ) bekannt, ist ein thailändischer Fußballspieler.

## Karriere

### Verein
Chotipat Poomkeaw erlernte das Fußballspielen in der Jugendmannschaft des Erstligisten Chiangrai United in Chiang Rai, bei dem er 2015 auch seinen ersten Profivertrag unterschrieb. 2017 wurde er die Rückserie an den Viertligisten Chiangrai City FC ausgeliehen. Die Saison 2018 wurde er an den Zweitligisten Chiangmai FC ausgeliehen. Mit dem Verein belegte er den 3. Tabellenplatz und stieg somit in die Erste Liga auf. Seit Anfang 2019 ist er wieder an Chiangmai ausgeliehen. Ende 2019 musste der Verein wieder in die zweite Liga absteigen. Anfang 2020 kehrte er nach der Ausleihe zu Chiangrai zurück. 2020 gewann er mit Chiangrai den Thailand Champions Cup. Das Spiel gegen Port FC gewann man mit 2:0. In dem Spiel stand er in der Anfangsformation und wurde in der 65. Minute gegen Akarawin Sawasdee ausgewechselt. Nach insgesamt 86 Ligaspielen, in denen er zwanzig Tore erzielte, wurde sein Vertrag im Sommer 2023 aufgelöst. Am 13. Juli 2023 unterschrieb er einen Vertrag beim ebenfalls in der ersten Liga spielenden Ratchaburi FC.

### Nationalmannschaft
Von 2015 bis 2016 spielte Chotipat Poomkeaw neunmal in der thailändischen U-19-Nationalmannschaft. Seit 2019 spielt er für die  U23. Bisher absolvierte er zwei Spiele.

## Erfolge

### Verein
Chiangrai United
- Thailändischer Supercup-Sieger: 2020
- Thailändischer Pokalsieger: 2020/21

### Nationalmannschaft
Thailand U19
- AFF U-19 Youth Championship: 2015